# Риволи (Торино)
Риволи (итал. Rivoli) је насеље у Италији у округу Торино, региону Пијемонт.
Према процени из 2011. у насељу је живело 46031 становника. Насеље се налази на надморској висини од 356 м.

## Становништво
Према резултатима пописа становништва 2011. у општини је живело 48.632 становника.
| 1931.  | 1936.  | 1951.  | 1961.  | 1971.  | 1981.  | 1991.  | 2001.  | 2011.  |
| ------ | ------ | ------ | ------ | ------ | ------ | ------ | ------ | ------ |
| 11.126 | 10.939 | 13.833 | 20.253 | 47.280 | 49.543 | 52.683 | 49.792 | 48.632 |

## Партнерски градови
- Мољет дел Ваљес
- Равензбург
- Крањ, Монтелимар